# Cathédrale Notre-Dame-du-Perpétuel-Secours de Rapid City
Cette  cathédrale n’est pas la seule cathédrale Notre-Dame-du-Perpétuel-Secours.
La cathédrale Notre-Dame-du-Perpétuel-Secours (en anglais : Cathedral of Our Lady of Perpetual Help) est l'église-mère du diocèse catholique de Rapid City dans le Dakota du Sud au nord du Midwest américain. Elle se trouve à Rapid City et elle est dédiée à Notre-Dame du-Perpétuel Secours.

## Histoire
Le diocèse de Rapid City a été fondé comme diocèse de Lead en 1902. La cathédrale Saint-Patrick de Lead sert de première cathédrale. Le siège épiscopal est transféré à  Rapid City en 1930 et l'église Sainte-Marie est choisie comme cathédrale sous le vocable de l'Immaculée-Conception,. La paroisse de la cathédrale est en forte croissance si bien que des messes doivent être célébrées dans le gymnase de l'école. Mgr William McCarty C.Ss.R. fait donc construire une nouvelle cathédrale en dehors du centre-ville.
La cathédrale Notre-Dame-du-Perpétuel-Secours est conçue par un bureau d'architectes local du nom d'Ewing & Forrett, et construite par l'entreprise Brezina Construction Company. La première pierre est bénie en 1960. La cathédrale est terminée en 1962. Elle est dédiée à Notre-Dame du Perpétuel Secours, dont l'icône se trouve à Rome, à l'église Saint-Alphonse-de-Liguori. Elle est consacrée par Mgr Egidio Vagnozzi, délégué apostolique aux États-Unis, le 7 mai 1963. 
L'extérieur est revêtu de pierre de Mankato dans le Minnesota. L'intérieur de la cathédrale est conçu dans un style moderniste, avec des marbres importés d'Italie.